# Alí Akbar Velayatí
Alí Akbar Velayatí (en persa: علی‌اکبر ولایتی‎; n. Teherán, 25 de junio de 1945) es un político, académico y diplomático iraní. Fue ministro de Asuntos Exteriores de su país durante 16 años (1981-1997) y en la actualidad ejerce como consejero en política internacional del jefe del estado iraní, el ayatolá Alí Jamenei.

## Formación y carrera médica
Alí Akbar Velayatí nació en 1945 en la pedanía de Rostamabad de Shemirán, al norte de Teherán, único hijo varón con cinco hermanas de un oficinista y un ama de casa. Fue un niño tranquilo y aficionado a la lectura, incluidas obras de la literatura persa clásica y, a partir de la adolescencia, de historia. Llegaba a leer doce horas diarias.
En 1963 obtuvo el título de bachillerato y, al año siguiente, logró el 49.º puesto en las pruebas nacionales de selección universitaria, con lo que entró en la facultad de Medicina de la Universidad de Teherán. Se licenció en 1971 y se especializó en Pediatría en 1974 en el Centro Médico de la Infancia de la misma universidad, tras lo cual cursó estudios de supraespecialización en enfermedades infecciosas en la Universidad Johns Hopkins de Baltimore (en Estados Unidos).
Alí Akbar Velayatí ejerció como maestro de escuela entre 1963 y 1971 en la escuela Qaemié de Teherán y, desde entonces hasta la Revolución de 1979, en el instituto de educación secundaria Yahanará de Qolhak, también en la capital iraní.

## Actividad política revolucionaria
Velayatí heredó el interés paterno por la política y ya como estudiante de secundaria participaba en la convocatoria de huelgas y protestas, siendo por ello citado e interrogado en numerosas ocasiones por la SAVAK, quien le abrió expediente a la edad de 17 años. Con esos años ingresó fugazmente en el Segundo Frente Nacional (1960-1964) de Kazem Hoseiní y Allahyar Saleh, que abandonó tras el levantamiento del 5 de junio de 1963 aconsejado por el ayatolá Jomeini, desarrollando toda su actividad política en círculos islámicos. En la facultad participó en la creación de la Asociación Islámica de Estudiantes de la Facultad de Medicina y, al proseguir sus estudios en Maryland, integró allí en 1976 la Asociación Islámica de Estudiantes de Estados Unidos. De regreso a Irán, en 1978 integró la junta directiva de la Asociación Islámica de Médicos y tuvo participación fundamental en la creación de centros de socorro y cuidados, en colaboración con clérigos politizados.

## Carrera política posrevolucionaria
Tras el triunfo de la revolución islámica en la primavera de 1979, Velayatí accedió al puesto de viceministro de Sanidad y resultó elegido como diputado de Teherán en las primeras elecciones legislativas del 14 de marzo de 1980.
El 15 de agosto de 1981 sustituyó como ministro de Exteriores a Mir Hosein Musaví al asumir éste el cargo de primer ministro, y permaneció en el puesto bajo sus dos jefaturas de gobierno (1981-1985 y 1989) y, tras la muerte de Jomeini y la reforma constitucional, también en los dos gabinetes de Akbar Hashemí Rafsanyaní (1989-1993 y 1997), lo que lo convierte en la figura política de la República Islámica de Irán con mayor tiempo de permanencia como ministro, habiendo ejercido tanto durante casi toda la guerra Irán-Irak como durante el inicio del desarrollo de las relaciones con los países occidentales durante la presidencia de Rafsanyaní.
En 1997, tras la victoria electoral del reformista Seyed Mohammad Jatamí, Velayatí abandonó el ministerio de Exteriores para pasar a ejercer como consejero de asuntos internacionales del jefe del estado iraní, el ayatolá Alí Jameneí, cargo que desempeña hasta el año 2013. Otras posiciones de relevancia ocupadas por Alí Akbar Velayatí en el aparato de estado iraní son su membrecía en el Consejo de Discernimiento del Interés del Estado desde su creación el 14 de marzo de 1980, la dirección del Centro de Estudios Estratégicos del mismo consejo desde el 9 de noviembre de 2013 y su participación en el Consejo Superior de la Revolución Cultural desde 1989.
En paralelo a su actividad diplomática, Alí Akbar Velayatí ha proseguido con su carrera académica y médica-institucional, desempeñando numerosos cargos y desarrollando una labor relevante, por ejemplo en el Centro de la Gran Enciclopedia Islámica o como director del hospital Masih Daneshvarí.

## Vinculación con Atentado a la AMIA
Desde el día 9 de noviembre de 2006, Velayatí se encuentra imputado en la causa por el atentado contra la sede de la Asociación Mutual Israelita Argentina (AMIA)) a cargo del Juez Dr. Rodolfo Canicoba Corral. Velayati, quien para la fecha de los sucesos investigados revestía el rango de Ministro de Relaciones Exteriores de la República Islámica de Irán, fue imputado por «[...] su intervención en la reunión en la cual tuvo lugar la resolución final que se adoptó el 14 de agosto de 1993 en el Consejo Supremo de Seguridad Nacional de Irán de atentar contra la Republica Argentina, materializada poco tiempo después en el atentado contra la sede de la A.M.I.A. [...] ».

## Producción académica

### Historia
- Velayatí, Alí Akbar (1391). ابن مقله [Ibn Muqla] (en persa). Teherán: Instituto de Propaganda Islámica (سازمان تبلیغات اسلامی). p. 78. ISBN 978-964-303-317-0. Archivado desde el original el 20 de septiembre de 2020. Consultado el 27 de abril de 2013.

- Velayatí, Alí Akbar (1391). ابن سینا [Avicena] (en persa). Teherán: Amir Kabir. p. 167. ISBN 978-964-303-513-6. Archivado desde el original el 1 de octubre de 2020. Consultado el 27 de abril de 2013.

- Velayatí, Alí Akbar (1391). ابن اثیر [Ibn Aṯir] (en persa). Teherán: Amir Kabir. p. 119. ISBN 978-964-303-434-4. Archivado desde el original el 21 de septiembre de 2020. Consultado el 27 de abril de 2013.

- Velayatí, Alí Akbar (1391). آئین پهلوانی [La tradición de los pahlaván.] (en persa). Teherán: Amir Kabir. p. 343. ISBN 978-964-303-437-5. Consultado el 27 de abril de 2013.

- Velayatí, Alí Akbar (1391). آقامحمد بیدآبادی [Agha Mohammad Bidabadí] (en persa). Teherán: Amir Kabir. p. 144. ISBN 978-964-303-505-1. Archivado desde el original el 1 de octubre de 2020. Consultado el 27 de abril de 2013.

- Velayatí, Alí Akbar (1391). ابن بیطار [Ibn Beytar] (en persa). Teherán: Amir Kabir. p. 79. ISBN 978-964-303-481-8. Archivado desde el original el 1 de octubre de 2020. Consultado el 27 de abril de 2013.

- Velayatí, Alí Akbar (1391). آخوند ملا محمدکاظم خراسانی [El mulá Mohammad Kazem Jorasaní] (en persa). Teherán: Amir Kabir. p. 135. ISBN 978-964-303-515-0. Archivado desde el original el 3 de agosto de 2020. Consultado el 27 de abril de 2013.

- Velayatí, Alí Akbar (1382). پویایی فرهنگ و تمدن اسلام و ایران [El dinamismo de la cultura y civilización del Islam y de Irán] (en persa) 1 (1ª edición). Teherán: Ministerio de Asuntos Exteriores de Irán. ISBN 964-361-190-6. Consultado el 26 de abril de 2013.

- Velayatí, Alí Akbar (1382). پویایی فرهنگ و تمدن اسلام و ایران (از پیدایش تا شکوفایی) [El dinamismo de la cultura y civilización del Islam y de Irán (del inicio al período de esplendor)] (en persa) 2 (1ª edición). Teherán: Ministerio de Asuntos Exteriores de Irán. ISBN 964-361-212-0. Consultado el 26 de abril de 2013.

- Velayatí, Alí Akbar (1382). پویایی فرهنگ و تمدن اسلام و ایران (از رکود تا خیزش دوباره) [El dinamismo de la cultura y civilización del Islam y de Irán (del estancamiento al resurgir)] (en persa) 3 (1ª edición). Teherán: Ministerio de Asuntos Exteriores de Irán. ISBN 964-369-259-7 |isbn= incorrecto (ayuda). Consultado el 26 de abril de 2013.

- Velayatí, Alí Akbar (1380). ای‍ران‌ و ت‍ح‍ولات‌ ف‍ل‍س‍طی‍ن‌ (۱۳۱۷ - ۱۳۵۷ش‌/ ۱۹۳۹ - ۱۹۷۹م‌.) [Irán y las transformaciones de Palestina (1939-1979 d.C)] (en persa). Teherán: Ministerio de Asuntos Exteriores de Irán. p. 293. ISBN 964-361-068-3. Archivado desde el original el 1 de octubre de 2020. Consultado el 26 de abril de 2013.

- Velayatí, Alí Akbar (1376). ایران و مسئله فلسطین براساس اسناد وزارت امور خارجه (۱۸۹۷-۱۹۳۷ م. = ۱۳۱۷ش. - ۱۳۱۵ ق.( [Irán y la cuestión de Palestina, según los documentos del Ministerio de Asuntos Exteriores (1897-1937 d.C)] (en persa) (2ª edición). Teherán: Oficina de Difusión de Cultura Islámica (دف‍ت‍ر ن‍ش‍ر ف‍ره‍ن‍گ‌ اس‍لام‍ی‌). p. 233. ISBN 964-430-352-0. Consultado el 26 de abril de 2013.

- Velayatí, Alí Akbar (1378). بحران‌های تاریخی هویت ایرانی [Las crisis históricas de la identidad iraní] (en persa) (1ª edición). Teherán: Oficina de Difusión de Cultura Islámica (دفتر نشر فرهنگ اسلامی). p. 67. ISBN 964-430-811-5. Archivado desde el original el 6 de agosto de 2020. Consultado el 26 de abril de 2013.

- Velayatí, Alí Akbar (1390). تاریخ روابط خارجی ایران در عهد شاه عباس اول صفوی [Historia de las relaciones exteriores de Irán en época del Shah Abbás I Safaví] (en persa). Teherán: Ministerio de Asuntos Exteriores de Irán. p. 299. Archivado desde el original el 6 de agosto de 2020. Consultado el 27 de abril de 2013.

- Velayatí, Alí Akbar (1375). ت‍اری‍خ‌ رواب‍ط خ‍ارج‍ی‌ ای‍ران‌ در ع‍ه‍د ش‍اه‌ اس‍م‍اع‍ی‍ل‌ ص‍ف‍وی‌ [Historia de las relaciones exteriores de Irán en época del Shah Esmaíl I Safaví] (en persa). Teherán: Ministerio de Asuntos Exteriores de Irán. p. 411. Archivado desde el original el 1 de octubre de 2020. Consultado el 27 de abril de 2013.

- Velayatí, Alí Akbar (1390). مقدمه فکری نهضت مشروطیت [Introducción al pensamiento del movimiento constitucionalista] (en persa) (11ª edición). Teherán: Oficina de Difusión de Cultura Islámica (دفتر نشر فرهنگ اسلامی). p. 193. ISBN 964-430-090-4. Archivado desde el original el 6 de agosto de 2020. Consultado el 27 de abril de 2013.

- Velayatí, Alí Akbar (1386). تاریخ سیاسی جنگ تحمیلی عراق علیه جمهوری اسلامی ایران [Historia política de la guerra impuesta por Iraq a la República Islámica de Irán] (en persa) (6ª edición). Teherán: Oficina de Difusión de Cultura Islámica (دفتر نشر فرهنگ اسلامی). p. 502. ISBN 964-430-469-1. Archivado desde el original el 1 de octubre de 2020. Consultado el 27 de abril de 2013.

- Velayatí, Alí Akbar (1366). ت‍ح‍ل‍ی‍ل‌ ت‍اری‍خ‌ س‍ی‍اس‍ی‌ م‍ع‍اص‍ر و گ‍ف‍ت‍اری‌ پ‍ی‍رام‍ون‌ س‍ی‍اس‍ت‌ خ‍ارج‍ی‌ ج‍م‍ه‍وری‌ اس‍لام‍ی‌ ای‍ران‌ و م‍س‍ائ‍ل‌ س‍ی‍اس‍ی‌ روز [Análisis de la historia política contemporánea y unas palabras sobre la la política exterior de la República Islámica de Irán y los asuntos políticos de la actualidad] (en persa). Mashhad: Universidad de Ciencias Islámicas del Imam Reza. Archivado desde el original el 6 de agosto de 2020. Consultado el 27 de abril de 2013.